# Шевченка (Роздольська сільська громада)
Шевче́нка — село в Україні, у Роздольській сільській громаді Василівського району Запорізької області. Населення становить 114 осіб. До 2017 року орган місцевого самоврядування — Роздольська сільська рада.

## Географія
Село Шевченка розташоване за 76 км від обласного центру та 19 км від районного центру. Найближчі сусідні села: Абрикосівка (1 км) та Трудовик (0,5 км). Поруч пролягають автошлях міжнародного значення М18E105 та залізниця, зупинний пункт Платформа 1170 км (за 2 км).

## Населення

### Мова
Розподіл населення за рідною мовою за даними перепису 2001 року:
| Мова       | Кількість | Відсоток |
| ---------- | --------- | -------- |
| українська | 106       | 92.98%   |
| російська  | 8         | 7.02%    |
| Усього     | 114       | 100%     |

## Історія
Село засноване 1921 року і перебувало у складі Михайлівського району.
12 червня 2020 року, відповідно до розпорядження Кабінету Міністрів України № 713-р «Про визначення адміністративних центрів та затвердження територій територіальних громад Запорізької області», село увійшло до складу Роздольської сільської громади.
17 липня 2020 року, в результаті адміністративно-територіальної реформи та ліквідації  Михайлівського  району, село увійшло до складу новоутвореного Василівського району.